# Evippa strandi
Evippa strandi är en spindelart som först beskrevs av Roger de Lessert 1926.  Evippa strandi ingår i släktet Evippa och familjen vargspindlar. Inga underarter finns listade i Catalogue of Life.